# Kokuj (obwód kirowski)
Kokuj (ros. Кокуй) – wieś (dieriewnia) w Rosji, w obwodzie kirowskim, w rejonie suńskim. W 2010 liczyła 336 mieszkańców.